# Гуруваюраппан
Гуруваюраппан (малаял. ഗുരുവായൂരപ്പന്‍; санскр. गुरूवायुरप्पन; IAST: Guruvāyūrappan) — одна из форм мурти Кришны (Вишну) в индуизме. Гуруваюраппан почитается как полное проявление Кришны, неотличное от него. Поклонение Гуруваюраппану широко распространено в Южной Индии, где существует много посвящённых ему храмов, наиболее древним и известным из которых является храм Кришны в Гуруваюре. Согласно истории, описанной в Пуранах, установленному в этом храме божеству Гуруваюраппана поклонялся более 5000 лет назад отец Кришны Васудева. Божество изваяно из камня бисмута и изображает Кришну в стоящей позе с четырьмя руками, в каждой из которых он держит один из своих символов в форме Нараяны: раковину, диск, булаву и цветок лотоса. Гуруваюр также называют «Бхулока Вайкунтха», так как божество Гуруваюраппана имеет здесь ту же форму, что и Вишну в своей вечной духовной обители Вайкунтхе.

## Этимология
В буквальном переводе с языка малаялам слово «Гуруваюраппан» означает «Господь Гуруваюра». Название мурти происходит от гуру (малаял. ഗുരു) —другого имени наставника полубогов Брихаспати; Ваю (малаял. വായു), бога ветра; и аппан (малаял. അപ്പന്‍), что в переводе означает «господь» или «отец». Так как, согласно легенде, мурти Кришны в Гуруваюре установили Брихаспати (Гуру) и Ваю, божество стало называться Гуруваюраппан.

## История

### История Гуруваюраппана до основания храма в Гуруваюре
Согласно индуистскому преданию, изложенному в Пуранах, божество Гуруваюраппан пришло из духовного мира Вайкунтхи в самом начале творения Вселенной. В Падма-калпу Гуруваюраппану поклонялся сам творец этой Вселенной Брахма. Когда в начале нынешней Вараха-калпы Сутапа и Пришни стали просить Брахму о сыне, Брахма подарил им мурти Гуруваюраппана и сказал, что, поклоняясь ему, они быстро добьются исполнения всех своих желаний. В течение многих лет Сутапа и Пришни поклонялись Гуруваюраппану, пока наконец сам Вишну не пришёл к ним и не пообещал им исполнить их желание — три раза стать их сыном. В своём первом рождении в Сатья-югу, Вишну родился у Сутапы и Пришни как Пришнигарбха. В этом своём воплощении, Вишну проповедовал важность брахмачарьи. В Трета-югу Сутапа и Пришни родились как Кашьяпа и Адити, а Вишну явился как их сын Вамана. В Двапара-югу, они родились как Васудева и Деваки. В этот раз их сыном стал Кришна. Таким образом, Вишну, во исполнение своего обещания, три раза подряд стал сыном Сутапы и Пришни, и все три раза мурти, которому они поклонялись, появлялось вместе с ними.
Васудева и Деваки поклонялись Гуруваюраппану в одном из храмов Двараки. Когда подошло время и Кришна должен был уйти из этого мира, он поручил заботу о Гуруваюраппане Уддхаве. После ухода Кришны Дварака погрузилась на дно океана, и божество скрылось в волнах. Уддхава обратился за помощью к наставнику полубогов Брахаспати и Ваю, богу ветра, которые спасли божество Гуруваюраппана из бурных волн. Уддхава наказал им найти подходящее место и установить там божество для поклонения.

### Основание храма в Гуруваюре
Ваю и Брихаспати перенесли божество на юг, в Кералу. Там они встретили Парашураму, который ранее передал Гуруваюраппана Васудеве и Деваки. Он отвёл их в уединённое место у заросшего лотосами озера недалеко от океана. Согласно преданиям, в водах этого озера в своё время совершали аскезу легендарные Прачеты, сыновья царя Прачинабархи. Там же Шива научил их «Шива-гите», гимну в честь Вишну. Впоследствии озеро высохло и в наши дни его символической репрезентацией является находящийся около храма водоём Рудра-тиртха.
Брихаспати и Ваю сели на берегу и погрузились в медитацию. Через какое-то время Шива и его супруга Парвати восстали из глубин озера и предстали перед ними. Шива указал им на место, на котором надлежало построить храм для Гуруваюраппана, и объявил, что отныне это место будет называться Гуруваюр. Затем он удалился вместе с Парвати на другой берег озера, в Маммиюр, — место, на котором ныне расположен посвящённый Шиве храм Маммиюр. Паломники, совершая ритуальный обход храма Кришны, как правило поворачиваются лицом к храму Маммиюр и возносят Шиве молитвы. После этого, по указанию Брихаспати и Ваю зодчий девов Вишвакарма построил на указанном Шивой месте храм. Согласно другой версии легенды, на церемонии открытия храма для Шивы не оказалось достаточно места и он отошёл в сторону, на место где сейчас расположен храм Маммиюр. В X веке Шива в образе Шанкары снова пришёл в Гуруваюр, где почтил Кришну и восстановил поклонение в пришедшем к тому времени в упадок храме.

### Нараяна Бхаттатири
В 1586 году великий поэт-святой Нараяна Бхаттатири вылечился от хронического ревматизма (по другой версии — от паралича), сочиняя свою поэму «Нараяниям» и декламируя её Гуруваюраппану в течение 100 дней. По обе стороны от Гуруваюраппана в алтаре стоят большие медные масляные лампады и с тех пор вытекающее из них масло считается средством от ревматизма и других телесных недугов. Люди со всех концов Индии с благоговением и верой применяют его для лечения своих болезней. По сей день в храме можно увидеть мандапам, где Нараяна Бхаттатири сидел и воспевал гимны во славу Гуруваюраппана.
Хотя согласно индуистским преданиям Гуруваюраппану поклоняются на этом месте уже более 5000 лет, исторических свидетельств тому не существует. Согласно историку К. В. Кришна Айеру, брахманы пришли и осели в этом регионе в период Чандрагупты Маурьи в IV веке до н. э. Впервые храм Гуруваюра упоминается в тамильской поэме XIV века «Кокасандешам». Благодаря «Нараяниям» и чудесному исцелению её автора храм Кришны в Гуруваюре получил широкую известность. Регулярные упоминания о Гуруваюре стали появляться к началу XVII века (примерно через 50 лет после написания «Нараяниям»).

## Предания

### Джанамеджая
В «Нарада-пуране» описывается история о махарадже Джанамеджае. Пандавы передали своё царство своему внуку Парикшиту и отправились в лес с намерением провести там остаток своих дней. Парикшит был проклят сыном оскорблённого им брахмана и умер от укуса царя змеев Такшаки. После смерти Парикшита, на престоле его сменил его сын Джанамеджая, который, желая отомстить за смерть своего отца, провёл огромное огненное жертвоприношение с целью уничтожить всех змей на земле, включая повинного в смерти Парикшита Такшаку. В результате миллионы змей сгорели в жертвенном огне, но жертвоприношение было остановлено брахманом по имени Астика и Такшака остался в живых.
Из-за того, что Джанамеджая был повинен в гибели миллионов змей, он заболел неизлечимой проказой. Однажды сын Атри мудрец Атрея встретил Джанамеджаю и посоветовал ему принять прибежище у стоп Кришны в Гуруваюре. Атрея сообщил махарадже, что в храме Кришны в Гуруваюре Кришна щедро раздаёт милость всем своим преданным. Атрея также поведал Джанамеджае об истории храма и его славе. Джанамеджая последовал совету мудреца и, приняв прибежище у стоп Гуруваюраппана, исцелился от проказы.

### Шанкара
Однажды Шанкара, который считается в индуизме воплощением Шивы, совершая паломничество с помощью своих мистических сил пролетал в воздухе над Гуруваюром. Шанкара не спустился почтить Гуруваюраппана и тот остался недоволен его гордыней. Желая избавить Шанкару от ложной гордости, Кришна лишил его мистической способности летать и Шанкара упал с небес прямо перед храмом. После этого ум Шанкары полностью очистился от гордыни, он распростёрся перед алтарём и начал молить Кришну о прощении. В состоянии раскаянья и смирения, он составил гимн преданности во славу Гуруваюраппана.
Шанкара оставался в Гуруваюре сорок один день, медитируя на Кришну. Посоветовавшись с брахманами, он установил порядок ритуалов и предложений в храме, который в общих чертах сохранился и по сей день.

### Манджула и цветочная гирлянда
Одно из чудес, явленных Гуруваюраппаном, связано с именем простой деревенской девушки Манджулы, дочери подметальщика улиц. В традиционном индуистском обществе подметальщики улиц и члены их семей считаются неприкасаемыми. Их удел — испытывать всю жизнь на себе презрение людей. Однако перед Кришной все равны — он ценит не богатства и знатное происхождение, а искренность и простоту. Каждые две недели Манджула приходила в Гуруваюр из своей деревни, чтобы поднести Кришне гирлянду из выращенных ею цветов. Но однажды внезапно нагрянувший тропический ливень размыл дороги и задержал её в пути. Манджула оказалась у дверей храма поздно ночью, когда они уже были закрыты на замок. Простодушная девушка опустилась на землю под баньяновым деревом, которое росло около храма, и горько заплакала. Вдруг из ночной тьмы перед ней появился Пунтханам и спросил, почему она так горько плачет. Девушка объяснила, что она сделала и принесла гирлянду для Кришны, а двери в храм уже закрыты и теперь эта гирлянда никому не нужна. Пунтханам успокоил её, заверив, что Кришна никогда не отвергает того, что подносят ему его бхакты. Он велел ей положить гирлянду на камень под деревом и отправляться на ночлег.
Нехотя Манджула покорилась. А в три часа утра вместе с другими паломниками она уже ждала, когда откроются двери храма. Гирлянды под деревом почему-то не было. В положенный срок к храму подошёл пуджари и пустил всех во внутрь. Когда паломники вошли в храм, все, начиная с самого пуджари, поразились, увидев на Гуруваюраппане свежую гирлянду — на ночь все цветочные украшения с божества снимают. Манджула стояла перед Кришной, оцепенев, не в силах произнести ни слова, и только слёзы счастья катились из её глаз. Пуджари попытался снять гирлянду с божества, но ему это не удалось. Тогда присутствовавший при этом Пунтханам узнал в ней ту самую гирлянду, которую Манджула оставила под баньяновым деревом. После того, как он рассказал всем присутствующим о том, что случилось прошлой ночью, гирлянда сама упала с божества. Говорят, что она не увядала целый месяц. Все паломники в восторге устроили киртан и пошли поклониться баньяновому дереву, которое с тех пор в честь Манджулы называется Манджулал.